# Río Grande de Tarija
Le río Grande de Tarija est une rivière d'Amérique du Sud qui matérialise une partie de la frontière entre la Bolivie et l'Argentine.
C'est un affluent du río Bermejo avec lequel il conflue en rive gauche. C'est donc un sous-affluent du río Paraná par le río Bermejo, puis par le Paraguay.

## Géographie
Le río Grande de Tarija naît dans le département de Tarija en Bolivie. Il entre ensuite 
en territoire argentin, dans la province de Salta. La rivière a une longueur de quelque 86 km, jusqu'à sa confluence avec le río Bermejo, à las Puntas de San Antonio. 
Le río Grande de Tarija résulte en fait de la confluence du río Itaú (170 km), une rivière qui fait frontière entre la Bolivie et l'Argentine, et du río Tarija bolivien. Il a comme affluents le río San Telmo et le río Nueve. Sa longueur depuis le confluent de ses deux branches sources est de 86 kilomètres, mais depuis la source du río Itaú (long de 170 km), elle est de 256 km.

## Équipement hydroélectrique
L'usine de Cambarí sur le río Grande de Tarija, en Bolivie, est d'usage multiple : irrigation, alimentation en eau potable, régulation du débit, atténuation des crues, contrôle des sédiments et production d'énergie. La puissance installée est de 115 mégawatts et sa productibilité annuelle de 308 millions de kilowattheures (308 Mégawattheures).

## Régime
Son régime est de type pluvial de mousson d'été. Cette mousson est un peu retardée étant donné la grande distance séparant les Yungas du sud-est bolivien (et du nord-est argentin) de l'océan Atlantique, générateur de cette mousson. Les crues ont donc lieu en fin d'été et début d'automne austral (de décembre à mars-avril).

### Les débits à Algarrobito
Le débit du río Grande de Tarija a été observé pendant 17 ans (1964-1980) à Algarrobito, localité argentine de la province de Salta située peu avant son confluent avec le río Bermejo. 
À Algarrobito, le débit annuel moyen ou module observé sur cette période était de 116 m3/s pour un bassin versant de 10 460 km2.
La lame d'eau écoulée dans le bassin versant atteint ainsi le chiffre de 349 millimètres  par an.